# Red Mountain (Wyoming)
Der Red Mountain ist ein aus zwei Gipfeln bestehender Berg im Grand-Teton-Nationalpark im Westen des US-Bundesstaates Wyoming. Der Hauptgipfel hat eine Höhe von 3103 m und der höhere Südgipfel, der South Red Mountain, eine Höhe von 3111 m. Der Berg ist Teil der nördlichen Teton Range in den Rocky Mountains. Er liegt im äußersten Nordwesten des Nationalparks, auf der Grenze des zur Jedediah Smith Wilderness des Caribou-Targhee National Forest. Der Elk Mountain liegt rund 1,5 km östlich, der Moose Mountain 1 km südlich und der Forellen Peak wenige Kilometer im Nordosten. Der Red Mountain erhebt sich westlich über das Tal des Owl Creek; an der Nordflanke des Berges entspringt der Berry Creek.

## Belege
1. ↑  Geonames: Red Mountain. Abgerufen am 2. August 2021.
2. ↑  Peakbagger: Red Mountain. Abgerufen am 2. August 2021.
3. ↑  Peakbagger: South Red Mountain. Abgerufen am 2. August 2021.
4. ↑  Naturalatlas: Red Mountain. Abgerufen am 2. August 2021 (englisch).